# Tongastorfotshöna
Tongastorfotshöna (Megapodius pritchardii) är en utrotningshotad fågel i familjen storfotshöns inom ordningen hönsfåglar.

## Kännetecken
Tongastorfotshönan är en medelstor (38 centimeter), brungrå storfotshöna. Den är blekare på huvud och hals, och brunare på rygg och vingar. På baksidan av huvudet syns en kort rundad tofs. Näbben är gul, benen gula till ljusröda. I ansiktet och på strupen är befjädringen gles, vilket gör att den röda huden under skiner igenom. Lätet är från hanen en tredelad vissling, oftast utförd i duett med honans krrrr.

## Utbredning och systematik
Fågeln förekommer idag i skogar på ön Niuafo'ou i norra Tonga. Den har även införts på Fonualei och Late. Historiskt förekom den även i andra delar av Tonga, men också Samoa och Niue. Den behandlas som monotypisk, det vill säga att den inte delas in i några underarter.

## Levnadssätt
Arten återfinns i lövskog, både gammal och ung, men verkar behöva områden med lite växtlighet för att födosöka bland löv och i jorden. Den lever huvudsakligen av maskar och insekter, men även små reptiler, frön och frukt. Liksom många andra storfotshöns ruvar den inte själv sina ägg utan gräver ner dem i jorden, i tongastorfotshönans fall i het vulkanisk aska. Det gör att dess häckningsplatser begränsas till lös jord nära vulkaniska öppningar i marken, antingen i skog eller öppen aska, eller på stränder till kratersjöar.

## Status och hot
Tongastorfotshönan är en mycket fåtalig fågel med under en population på högst 1.000 individer och minst 250. Utbredningsområdet är vidare begränsat till två små öar. Efter bevarandeåtgärder tros populationen vara stabil eller i ökande sedan tidigt 2000-tal. 2019 nedgraderade internationella naturvårdsunionen IUCN dess hotstatus, från starkt hotad till den lägre nivån sårbar.

## Namn
Fågelns vetenskapliga artnamn hedrar William Thomas Pritchard (1829-1909), brittisk konsul i Fiji 1857-1862.

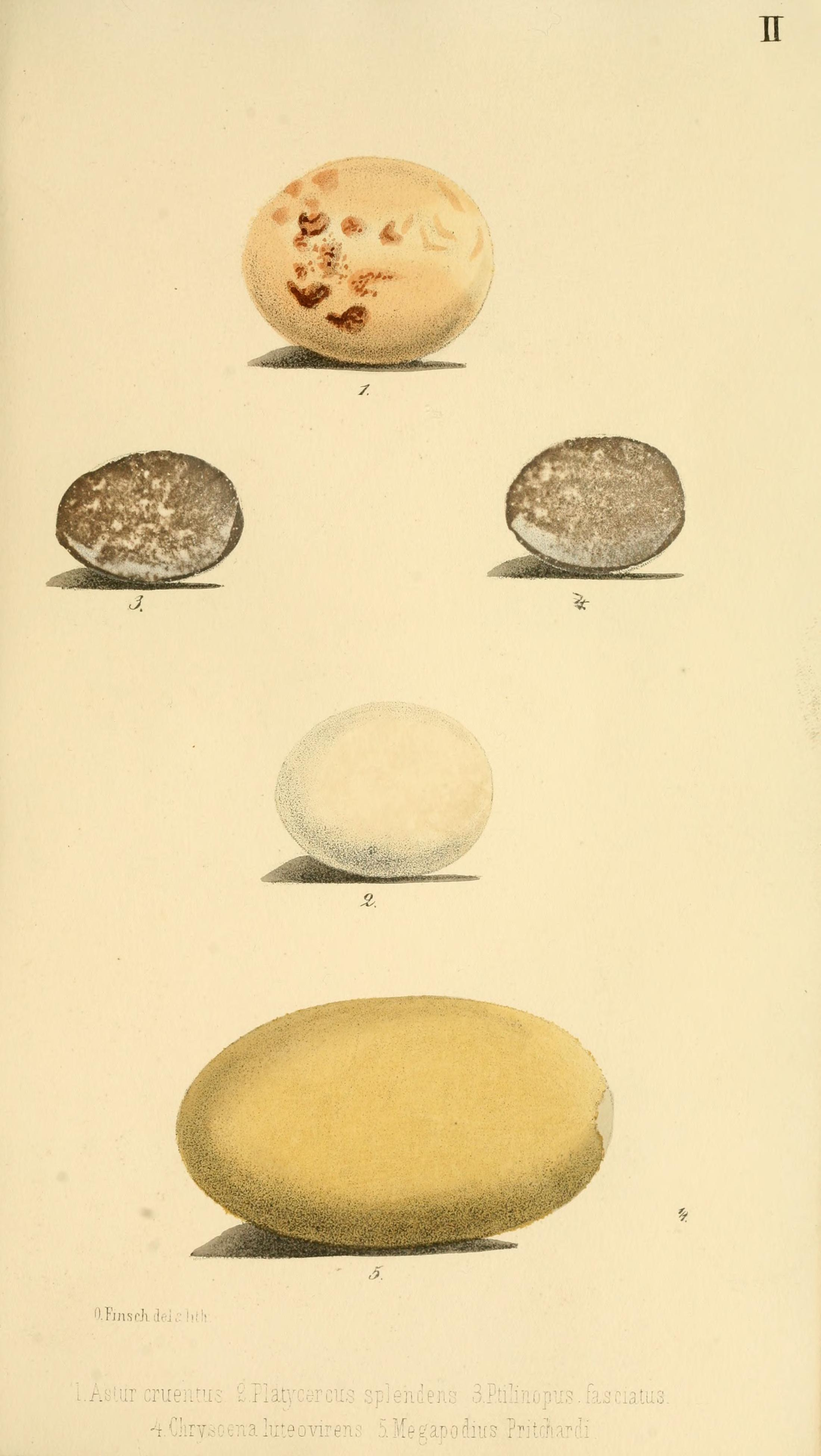
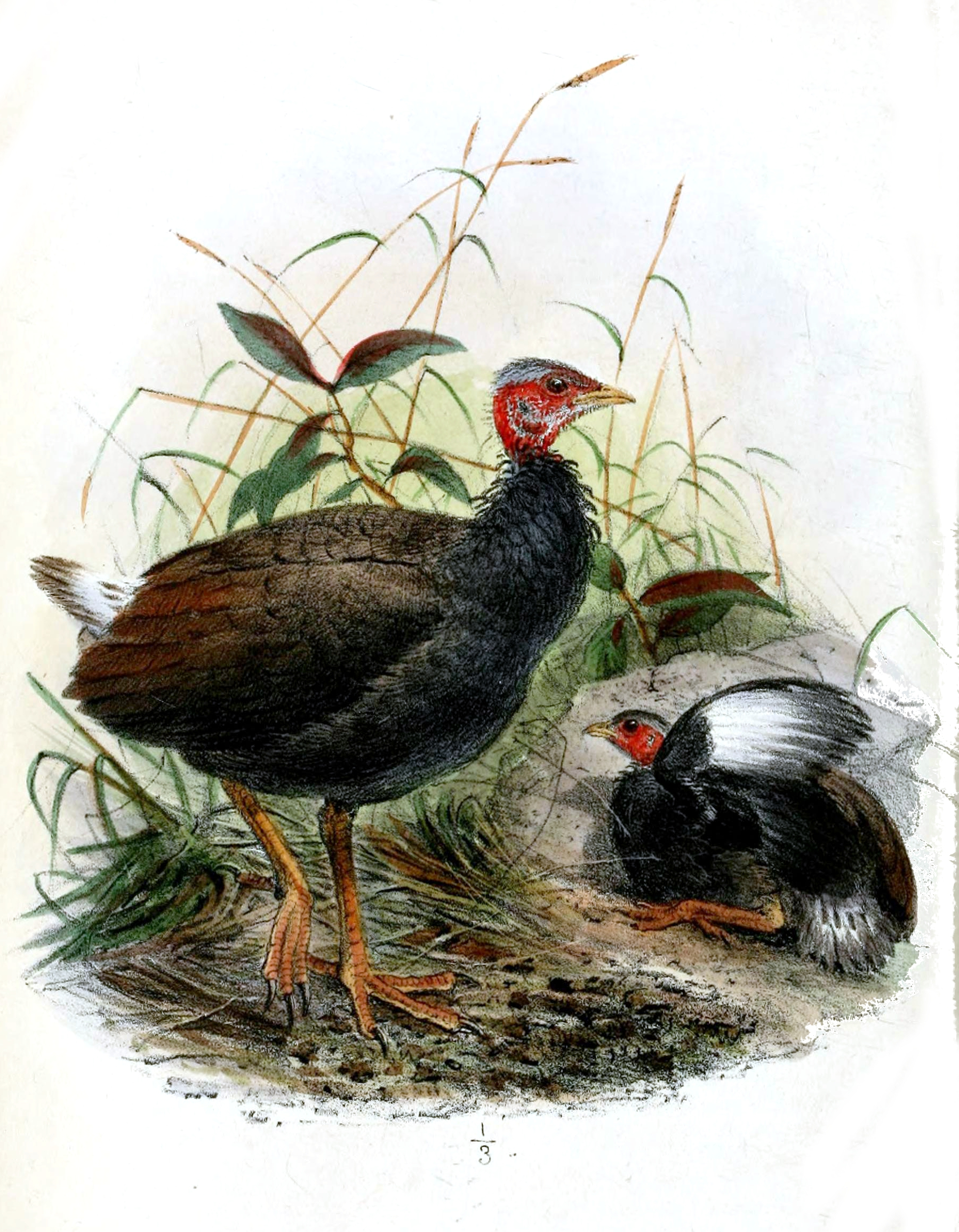